# Розумна сила
Розумна Сила — политическая партия Украины. Лидер — Александр Соловьёв. В качестве главного принципа партии декларируется украиноцентризм.

## История
Официально партия зарегистрирована 22 января 2016 года, а первый съезд состоялся 1 октября 2016 года. На первоначальном этапе деятельности информационную поддержку партии оказывал телевизионый канал NewsOne, также с ней была связана общественная организация «Институт мира».
По данным журналистов «Украинской Правды» членами партии в основном стали бывшие милиционеры и работники прокуратуры из Донбасса, которые потеряли свои должности после смены власти в 2014 году и которые могут быть связаны с бежавшими из Украины в Россию должностными лицами из команды Януковича. В свою очередь заместитель председателя партии Александр Савченко заявляет, что принцип формирования кадрового состава не имеет отношения к причастности к силовым структурам.
Согласно заявлению заместителя начальника Главного следственного управления СБУ Богдана Тиводара партия получает финансирование из России. Руководство партии это обвинение отвергает и утверждает, что две проверки Национального агентства по вопросам предотвращения коррупции не обнаружили никаких нарушений в финансировании их организации.
Согласно журналистскому расследованию в 2017 году поступления в партийный фонд шли в основном от заместителя председателя Александра Савченко. Прямых доказательств финансирования из Росcии по открытым источникам обнаружены не были.
В 2018 году про причастность партии к покушению на российского журналиста Аркадия Бабченко заявили и СБУ, и обвиняемый в покушении Борис Герман. Руководство партии эти обвинения отвергает.

## Программа

### Идеология
Партия декларирует внешнюю политику нейтралитета: Украина должна стать центром баланса между геополитическими векторами. «Розумна Сила» выступает за принципиальное, последовательное и настойчивое отстаивание национальных интересов государства. Ценности, которые отстаивает партия: семья, религия, социальная стабильность, взаимная ответственность граждан и государства, уважение к правам человека. В основе идеологии — укрепление законности, государственной дисциплины и порядка.

### Приоритеты
1. Прекращение военного конфликта на Донбассе[8].
2. Построение социального государства.[9]
3. Многовекторная внеблочная внешняя политика[10].
4. Обновления политической системы[11].
5. Неотвратимость наказания в преступлениях, связанных с коррупцией[12].

## Руководство
Председатель партии — Александр Николаевич Соловьёв, полковник милиции в запасе.
Заместитель председателя партии — Александр Александрович Савченко, бизнес-консультант, экономический эксперт.
Заместитель председателя партии, директор Благотворительного фонда «Разумная Сила» — Анна Викторовна Левчук, юрист.